# Ralph Faudree
Ralph Jasper Faudree Jr. (* 23. August 1939 in Durant, Oklahoma; † 13. Januar 2015) war ein US-amerikanischer Mathematiker, der sich mit Kombinatorik beschäftigte.
Faudree studierte an der Oklahoma Baptist University (Bachelor in Mathematik und Physik 1961) und der Purdue University, an der er 1963 seinen Master-Abschluss in Mathematik machte und 1964 bei Eugene Schenkman promoviert wurde (Subgroups of the multiplicative group of a division ring). Als Post-Doktorand war er Instructor an der University of California, Berkeley. Ab 1966 war er Assistant Professor an der University of Illinois at Urbana-Champaign. 1970 wurde er Associate Professor an der University of Memphis, wo er 1975 eine volle Professur erhielt. Ab 1983 stand er der Mathematik-Fakultät vor. Von 1996 bis 2001 war er dort Dekan, 2000–2001 Interim President und ab 2001 Provost.
Er beschäftigte sich insbesondere mit Graphentheorie und Ramseytheorie und arbeitete viel mit Paul Erdős zusammen (50 gemeinsame Publikationen ab 1976). Weiterhin veröffentlichte er unter anderem mit Vera T. Sós, Béla Bollobás und Joel H. Spencer.
1980 war er Gastprofessor an der University of Aberdeen und 1981 Gastwissenschaftler an der Ungarischen Akademie der Wissenschaften in Budapest. 2005 erhielt er mit Aviezri Fraenkel die Euler-Medaille.